# 能勢和宏
能勢 和宏（のせ かずひろ、1987年 -）は、日本の歴史学研究者。博士（文学）。 立命館大学文学部国際文化学域准教授。専門はフランス近現代史、欧州統合史。

## 来歴
兵庫県出身。京都大学文学部卒、パリ政治学院欧州問題修士課程およびパリ第4大学近現代史博士課程への留学を経て、2015年同大学院博士後期課程指導認定退学。 2015年4月、帝京大学文学部史学科助教に着任、2018年より講師(～2024年3月)。 2024年4月、立命館大学文学部国際文化学域准教授着任。

## 著書
- 『初期欧州統合 1945～1963 - 国際貿易秩序と「6か国のヨーロッパ」』（京都大学学術出版会） 2021年3月　ISBN 9784814003327

### 共著
- 『論点・西洋史学』 (金澤周作監修、ミネルヴァ書房） 2020年4月　ISBN 9784623087792

「欧州統合」を担当

## 論文
- "External Policy of the European Economic Community during the Association Negotiations with Turkey (1959–63): Reconsidering the origin of EU-Turkey relations" 『国際公共政策研究』25巻1号（2020）
- "External Relations of the European Coal and Steel Community (ECSC), 1950-1956: Association Agreement with the UK, Consultation Agreement with Switzerland, and Tariff Reduction with Austria"『帝京史学』34号（2019）
- 「1946-47年 ITO/GATT交渉におけるGATT24条の成立 - ヨーロッパ統合の原点を求めて」（『帝京史学』32） 2017
- 「EEC連合制度の成立 - 1961年アテネ協定成立過程の考察(1959-61)」（『二十世紀研究』15） 2014
- 「EECにおける「加速」の決定と欧州統合の進展 - フランスの立場を中心に（1959-60）」（『史林』96巻5号） 2013
- 「FTA構想と欧州統合(1956-59) - フランスの対応を手がかりにして」（『史林』95巻3号） 2012